# Kanadische Bischofskonferenz
Die Kanadische Bischofskonferenz (Canadian Conference of Catholic Bishops, CCCB; Conférence des évêques catholiques du Canada, CÉCC) ist der Zusammenschluss der römisch-katholischen Bischöfe In Kanada. Entsprechend den kirchenrechtlichen Regelungen über römisch-katholische Bischofskonferenzen gehören ihr die kanadischen Diözesanbischöfe, die Koadjutaoren, Weihbischöfe und weitere Titularbischöfe an, die ein besonderes Amt in Kanada ausüben. Die Kanadische Bischofskonferenz wurde 1943 gegründet und 1948 durch den Heiligen Stuhl anerkannt.
Oberstes Organ der Kanadischen Bischofskonferenz ist die Vollversammlung. Sie wählt mit einer Amtszeit von zwei Jahren den Vorsitzenden der Bischofskonferenz. Amtierender Vorsitzender ist seit Herbst 2023 Bischof William Terrence McGrattan.

Siehe auch: Liste der römisch-katholischen Bischofskonferenzen